# Bảo vệ thiên nhiên ở Ba Lan

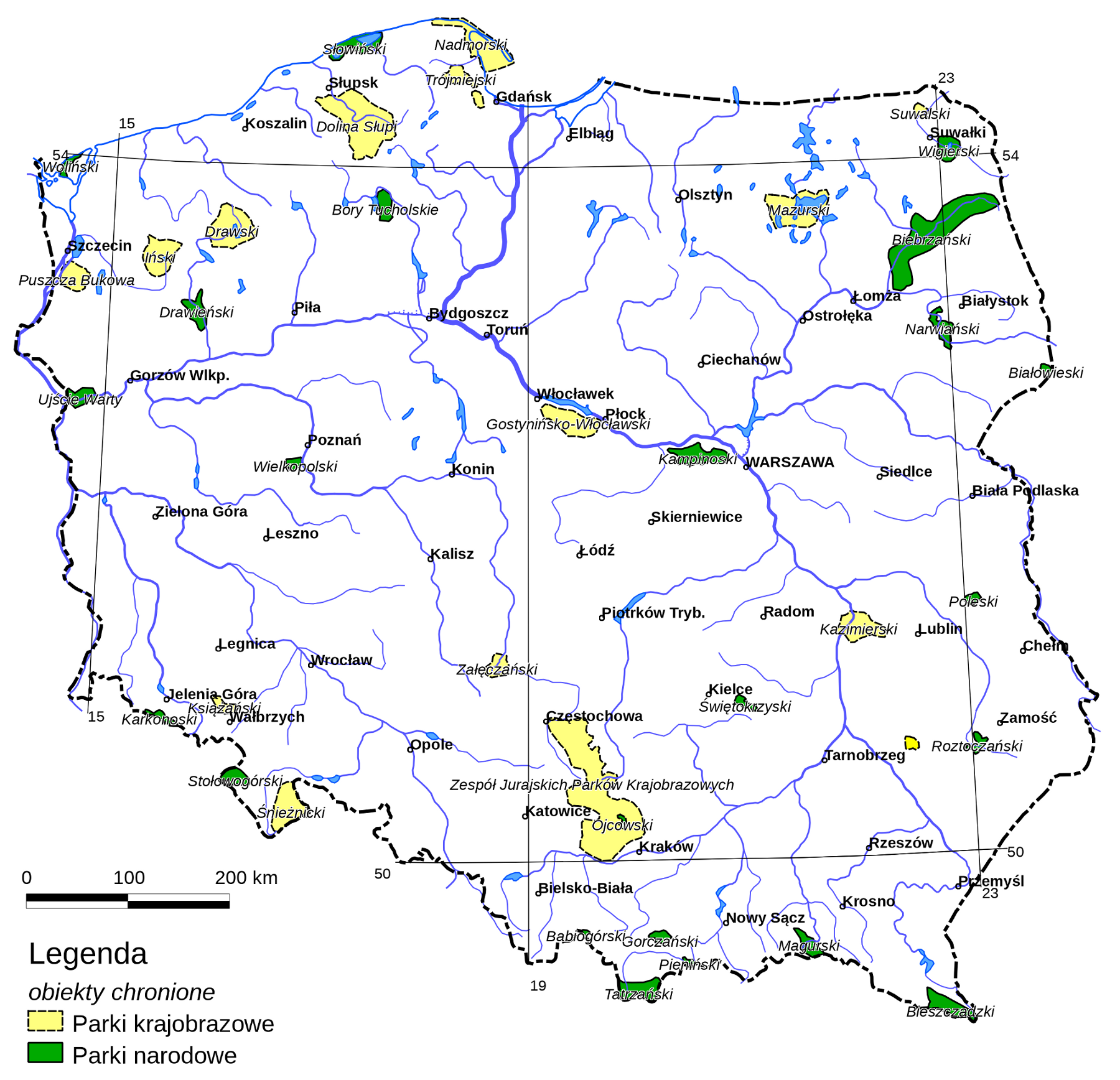
Sự phân bố của các công viên quốc gia (khu vực xanh) và một số công viên cảnh quan (khu vực màu vàng) ở Ba Lan

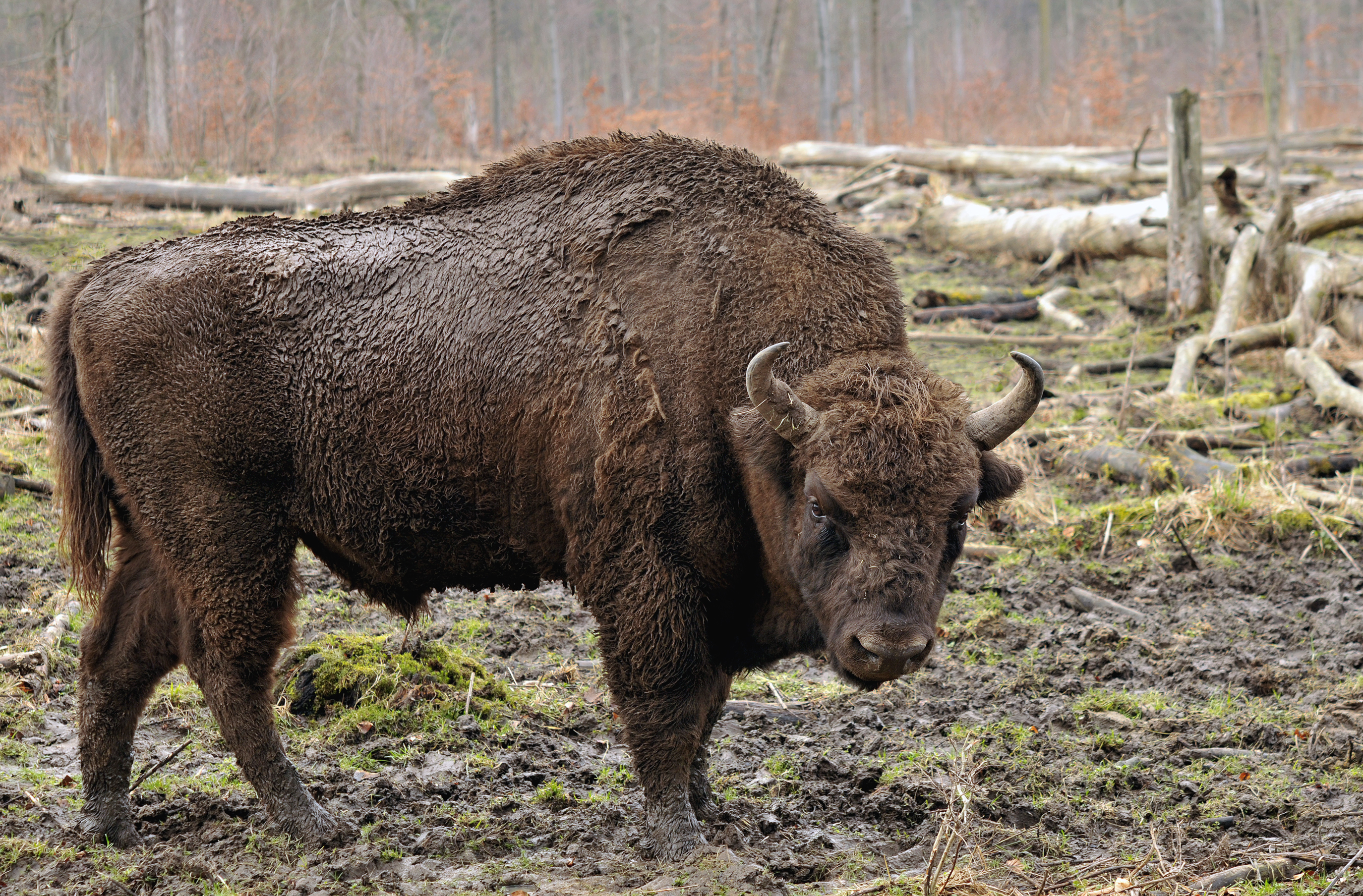
Bò rừng được coi là biểu tượng của bảo vệ thiên nhiên ở Ba Lan

Bảo vệ thiên nhiên ở Ba Lan - được hiểu là hệ thống pháp luật, các hình thức bảo vệ và các hoạt động bảo vệ thiên nhiên được thực hiện ở Ba Lan.

## Lịch sử bảo vệ thiên nhiên ở Ba Lan

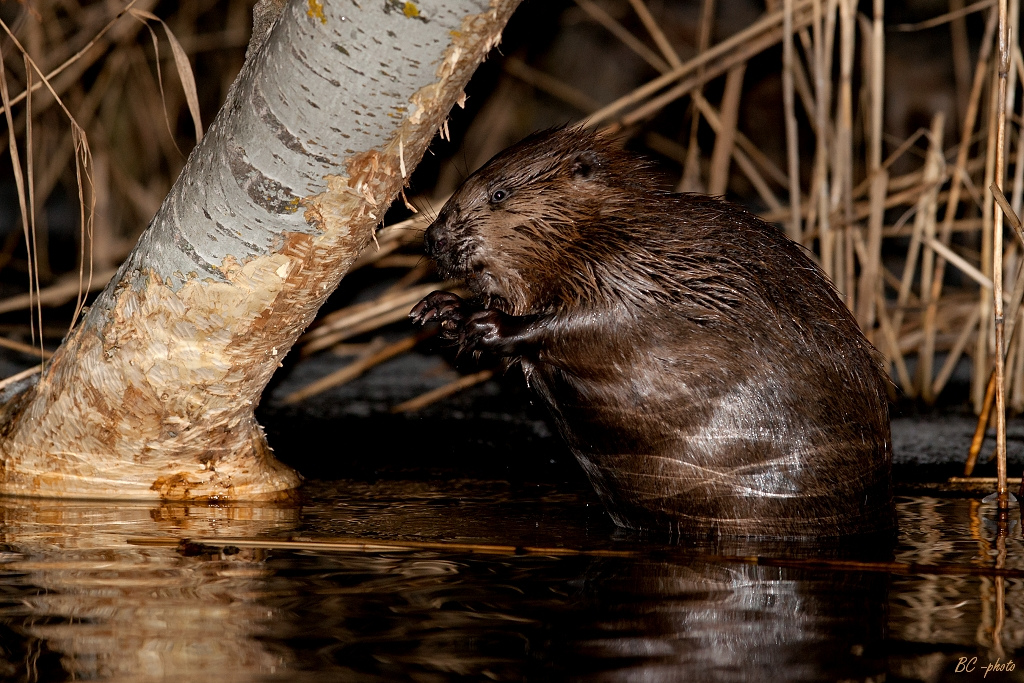
Săn bắn hải ly bị hạn chế từ thế kỷ 11

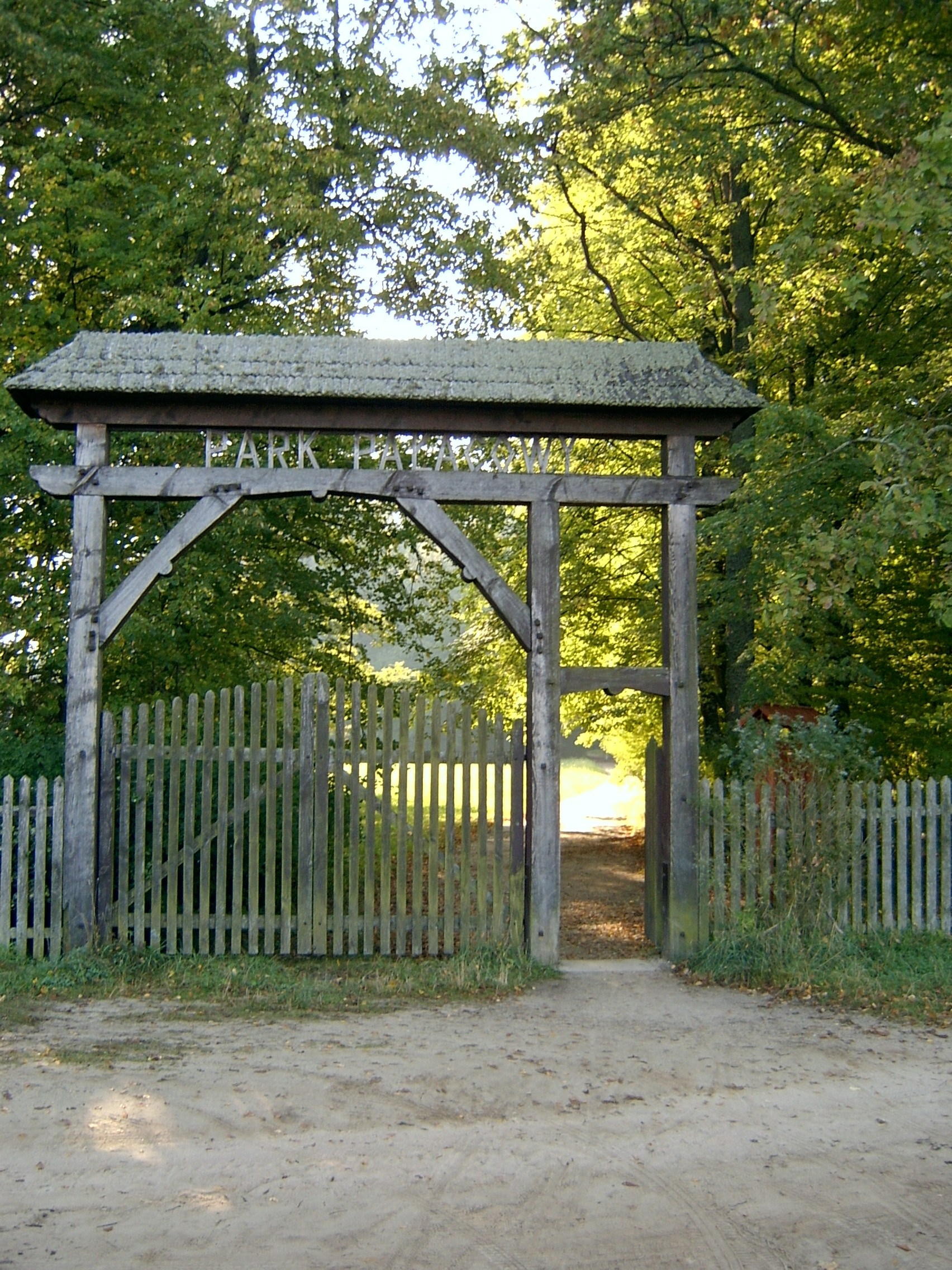
Vườn quốc gia Białowieża là một trong những công viên quốc gia lâu đời nhất trên thế giới

Các hạn chế pháp lý đầu tiên, ngày nay được hiểu là các quy định bảo vệ thiên nhiên, xuất hiện khi bắt đầu có nhà nước Ba Lan. Tuy nhiên, ban đầu, chúng chủ yếu phục vụ cho nhu cầu của các vị vua và phần lớn để bảo vệ cho các tài nguyên có giá trị cao và quý hiếm. Trải qua nhiều thế kỷ, cùng với sự phát triển trong văn hóa nhận thức, bảo vệ thiên nhiên còn được thực hiện vì các mục đích bảo tồn, thẩm mỹ, lịch sử và khoa học.
Vào thế kỷ 11, vua Bolesław I Chrobry ra lệnh hạn chế săn bắn hải ly . Các tài liệu Ba Lan lâu đời nhất liên quan đến việc hạn chế khai thác bừa bãi tài nguyên thiên nhiên là Quy chế Wiślicki (1347), quy định hình phạt cho chặt hạ cây sồi và cây ăn quả trong rừng. Vào triều đại của Władysław Jagiełło, các hạn chế trong việc phát quang và xuất khẩu gỗ thủy tùng đã được đưa ra . Năm 1523, Zygmunt Stary đã ra các quy định để tiêu chuẩn hóa việc bảo vệ bò rừng, hải ly, chim ưng và thiên nga. Năm 1578, Stefan Bigate đã ban hành một nghị định quy định cấm sử dụng một số loại công cụ để bắt cá trong thời kỳ sinh sản của chúng, kể cả lưới mắt nhỏ .
Ở Ba Lan, các hoạt động nhằm bảo tồn thiên nhiên có truyền thống lâu đời bắt nguồn từ thời Trung cổ. Nhưng chỉ đến thế kỷ 20, các hoạt động được lên kế hoạch dựa trên các nguyên tắc khoa học mới được thực hiện trên quy mô lớn hơn. Sau khi Chiến tranh thế giới thứ nhất kết thúc, năm 1919, Ủy ban bảo tồn thiên nhiên tạm thời của Bộ Tôn giáo và Giáo dục công cộng được thành lập. Năm 1926, cơ quan này đã được chuyển đổi thành Hội đồng Bảo tồn Thiên nhiên, đại diện là Giáo sư Władysław Szafer 
Sau khi Thế chiến I kết thúc, có 39 khu bảo tồn thiên nhiên ở Ba Lan (tổng diện tích bề mặt là 1469 hec-ta). Do kết quả các hoạt động tích cực của Hội đồng Bảo tồn Thiên nhiên và các cộng tác viên trong thời kỳ chiến tranh mang lại, động thái đầu tiên về bảo tồn thiên nhiên ở Ba Lan (1934) đã được thông qua. 4.500 công trình kỷ niệm tự nhiên và 180 khu bảo tồn được thành lập. Cho đến năm 1939, sáu công viên quốc gia được thành lập- Białowieski (1932), Pieniński (1932), Wielkopolska, Babiogórski và Tatrzański và Công viên quốc gia ở Czarnohora, Đông Carpathians. Tuy nhiên, do diện tích nhỏ và thiếu sự quản lý phù hợp, chúng chưa đạt đủ tiêu chuẩn hiện tại của một công viên quốc gia .
Dưới thời Cộng hòa Nhân dân Ba Lan, các vấn đề bảo tồn thiên nhiên đã không chỉ là mối quan tâm của chuyên gia, mà còn lan rộng ra toàn dân. Liên đoàn Bảo tồn Thiên nhiên và tờ tạp chí " Thiên nhiên Ba Lan " được phát hành hàng tháng đã góp công rất lớn trong việc tuyên truyền vấn đề này tới người dân. Doanh nghiệp lâm nghiệp Rừng nhà nước trở thành một cơ quan quan trọng. Tổng cộng Ba Lan đã thành lập được 23 vườn quốc gia, hơn 100 công viên và tăng đáng kể số lượng tài nguyên thiên nhiên được lưu giữ và bảo tồn.

## Mục tiêu

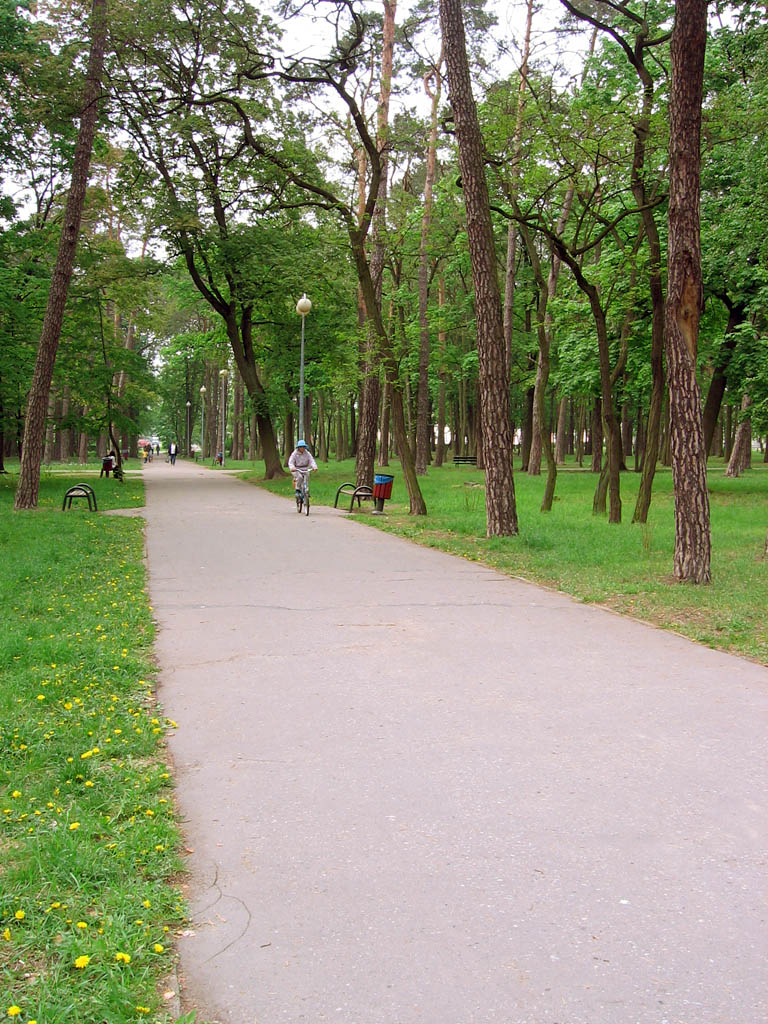
Chính sách bảo tồn thiên nhiên ở Ba Lan cũng được áp dụng cho văn hóa trồng cây xanh

Theo Đạo luật ngày 16 tháng 4 năm 2004 về Bảo tồn Thiên nhiên, hiện đang có hiệu lực, mục đích bảo vệ thiên nhiên ở Ba Lan là :
- duy trì sự ổn định của hệ sinh thái và tính bền vững của các quá trình sinh thái
- bảo tồn đa dạng sinh học, bao gồm đảm bảo tính liên tục của tất cả các loài thực vật, động vật và nấm cùng với môi trường sống của chúng
- bảo vệ các giá trị cảnh quan, cây xanh trong thành phố và làng mạc
- duy trì hoặc khôi phục môi trường sống tự nhiên cũng như các tài nguyên, sinh vật và các yếu tố tự nhiên khác về trạng thái bảo tồn thích hợp
- bảo tồn di sản địa chất và cổ sinh vật
- hình thành thái độ đúng đắn của con người đối với thiên nhiên thông qua các hoạt động giáo dục, thông tin và quảng cáo

Những lý do bảo vệ thiên nhiên quan trọng nhất bao gồm:
- thẩm mỹ (giải trí) - để chiêm ngưỡng,
- kinh tế - để có được nguyên liệu thô và phát triển kinh tế,
- khoa học tự nhiên - nghiên cứu các loài cho thế hệ trẻ; nghiên cứu y dược
- xã hội - để nghỉ ngơi
- lịch sử và khoa học - cho các thế hệ sau này.

## Cơ sở pháp lý
Một số cơ sở pháp lý bảo vệ thiên nhiên ở Ba Lan gồm có :
- Đạo luật ngày 10 tháng 3 năm 1934 về Bảo vệ Thiên nhiên [9].
- Quy định của Bộ trưởng Bộ Giáo dục ngày 21 tháng 4 năm 1947, được ban hành với sự tham khảo ý kiến của các Bộ trưởng về đăng ký các cá thể tự nhiên và công nhận chúng nằm trong diện được bảo vệ [10].
- Đạo luật ngày 7 tháng 4 năm 1949 về Bảo tồn Thiên nhiên [11].
- Đạo luật ngày 16 tháng 10 năm 1991 về bảo vệ thiên nhiên [12]
- Đạo luật ngày 6 tháng 7 năm 2001 về bảo tồn đặc tính quốc gia về tài nguyên thiên nhiên chiến lược của đất nước [13].
- Đạo luật ngày 16 tháng 4 năm 2004 về bảo vệ thiên nhiên [7].

Một phần những quy định của các luật và pháp lệnh nói trên được dựa trên các thỏa thuận quốc tế được ký bởi Ba Lan và hai chỉ thị của Liên minh Châu Âu xác định hoạt động của chương trình Natura 2000 .

## Các hình thức bảo vệ thiên nhiên ở Ba Lan

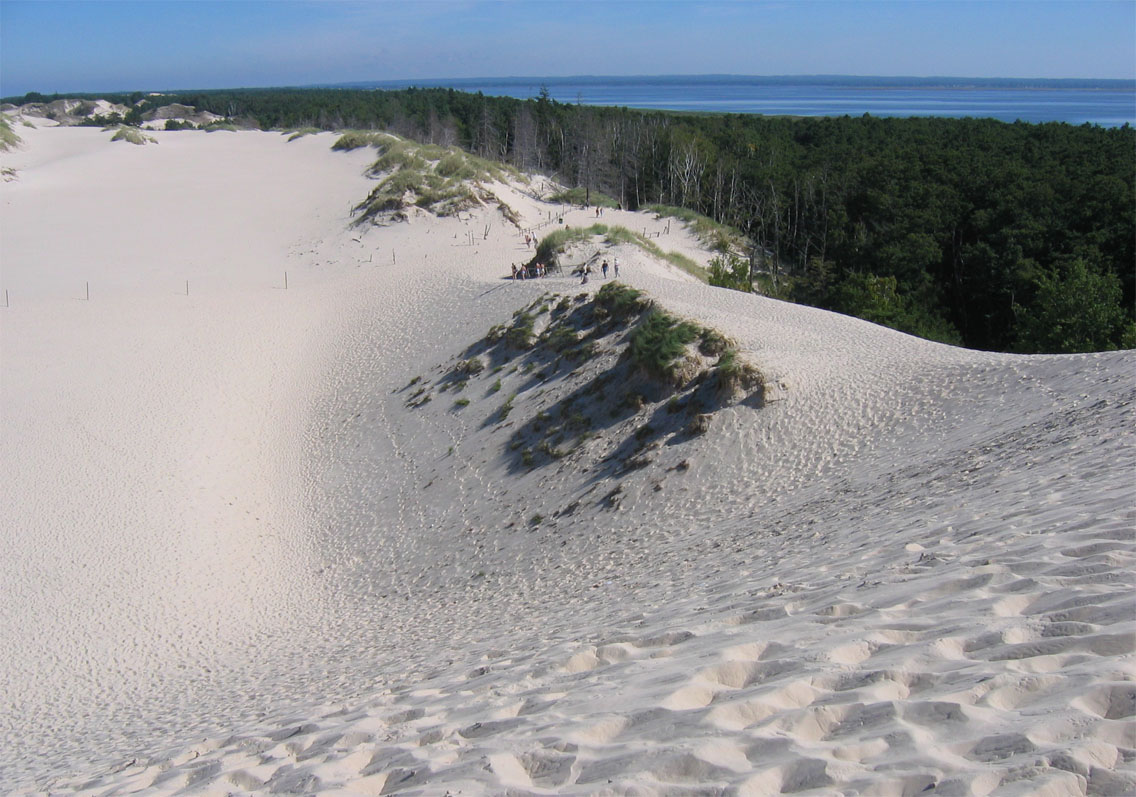
Vườn quốc gia Słowiński

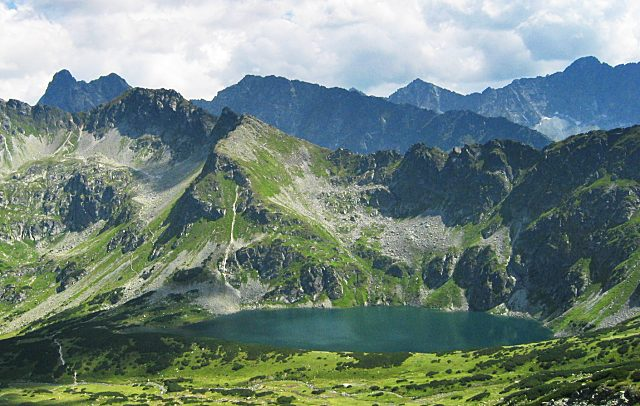
Vườn quốc gia Tatra

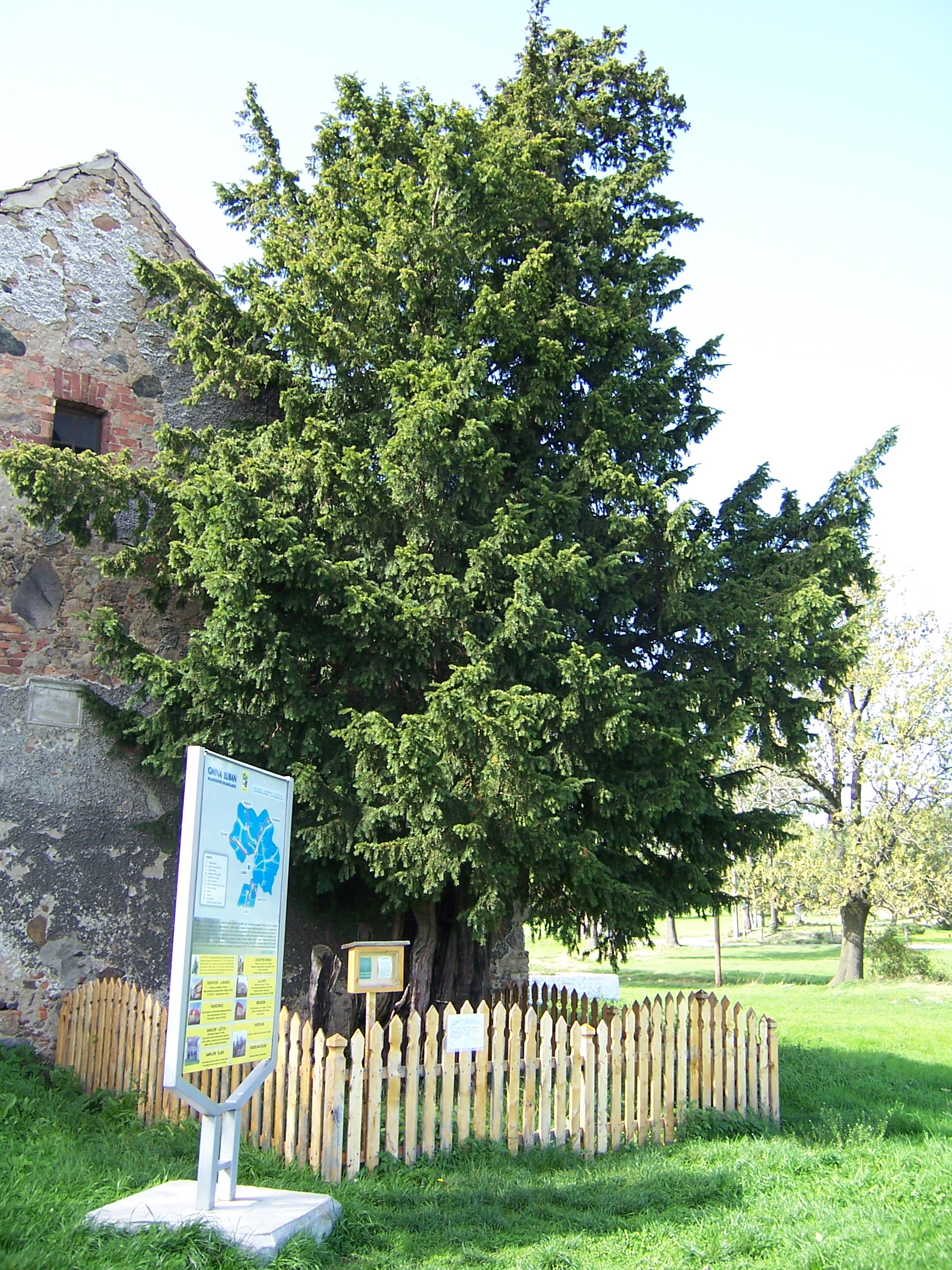
Cis Henrykowski ở Henryków Lubański

Đạo luật bảo tồn thiên nhiên ngày 16 tháng 4 năm 2004 đã thiết lập mười hình thức bảo tồn thiên nhiên. Ngoài việc bảo vệ các loài thực vật, động vật và nấm, Đạo luật này còn bảo vệ các vườn quốc gia, khu bảo tồn thiên nhiên, công viên cảnh quan, khu vực cảnh quan, khu Natura 2000, khu sinh thái, công trình kỷ niệm tự nhiên, cây trồng đang mọc, khu phức hợp tự nhiên và cảnh quan . Số lượng và tổng diện tích của các đối tượng được phân loại cụ thể (theo dữ liệu từ năm 2017) được trình bày trong bảng sau: 
| Hình thức bảo vệ                  | Số lượng (2018.11.30) | Tổng diện tích (ha) (2018.11.30) | Số lượng (2016.02,08) |
| --------------------------------- | --------------------- | -------------------------------- | --------------------- |
| vườn quốc gia                     | 23                    | 315.100                          | 23                    |
| khu bảo tồn thiên nhiên           | 1498                  | 169.200                          | 1486                  |
| công viên cảnh quan               | 122                   | 2606038                          | 122                   |
| khu vực cảnh quan được bảo vệ     | 386                   | 7100000                          | 396                   |
| Khu vực Natura 2000               | 990                   | 9426142                          | 994                   |
| vùng đất sinh thái                | 7661                  | 53400                            | 7539                  |
| phức hợp thiên nhiên và cảnh quan | 352                   | 118.700                          | 253                   |
| cây trồng đang mọc                | 189                   | 958                              | 172                   |
| di tích thiên nhiên               | 36.232                | -                                | 30.258                |

Thành phần cơ bản của hệ thống là 23 vườn quốc gia Ba Lan. Trong các công viên, với tổng diện tích là 3151 km² (không bao gồm vùng nước ven biển Baltic), hệ thống bảo vệ nghiêm ngặt đã được thiết lập trong khu vực rộng 712 km², nơi không có sự can thiệp của con người vào hoạt động của các hệ sinh thái . Trong các khu vực còn lại, nhân viên công viên và các nhà khoa học ủng hộ sự hồi sinh của thiên nhiên. 

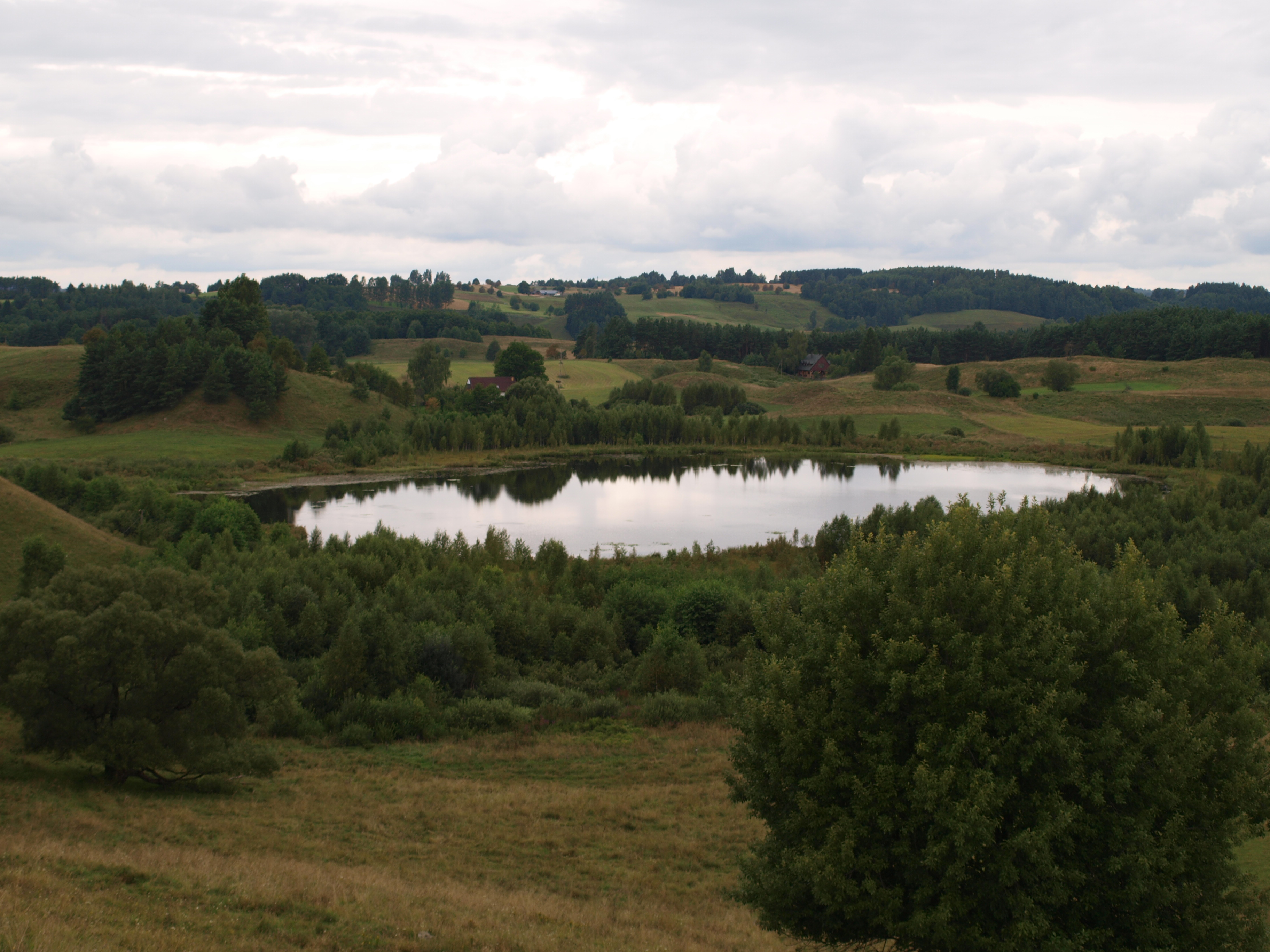
Công viên cảnh quan Suwalki

Có hơn 1498 khu bảo tồn thiên nhiên ở Ba Lan .
122 công viên cảnh quan, với tổng diện tích 26.060 km², là nơi người dân có thể tiến hành các hoạt động kinh doanh và nông nghiệp ở đó. Đổi lại, các khu vực cảnh quan được bảo vệ là một liên kết trong hệ thống, do đó nó là một sự liên tục. Các khu vực biệt lập nhỏ (còn gọi là vùng sinh thái), khu thiên nhiên và phức hợp cảnh quan, cũng như các di tích thiên nhiên và tài nguyên thiên nhiên dưới lòng đất cũng được bảo vệ 

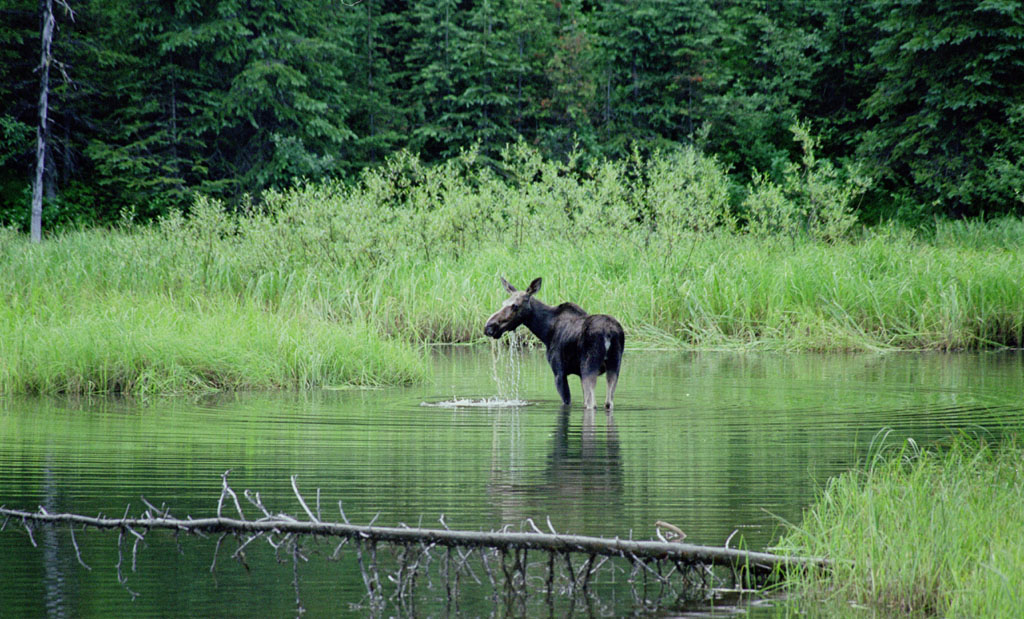
Nhờ có sự bảo vệ, số lượng nai sừng tấm ở Ba Lan đã tăng từ hàng chục cá thể vào năm 1945 lên khoảng 7.500 cá thể hiện nay

Năm 2004 đánh dấu sự ra đời của mạng lưới Natura 2000 ở Ba Lan. Đây là một hình thức bảo vệ thiên nhiên châu Âu, nơi các yếu tố tự nhiên đang bị đe dọa ở quy mô châu Âu được bảo vệ. Cuối cùng, những khu vực như vậy có thể sẽ chiếm khoảng 15-20% diện tích của đất nước.
Một bổ sung cực kỳ quan trọng cho hệ thống bảo vệ thiên nhiên là bảo vệ động vật, nấm và thực vật.
Thành tựu quan trọng của hệ thống bảo vệ thiên nhiên Ba Lan là tái thiết lập các quần thể động vật quốc gia, bao gồm các loài như bò rừng châu Âu, hải ly châu Âu, thiên nga trăng, chim ưng và nai sừng .